# Långtjärnen (Malungs socken, Dalarna, vid Norra Vålsjön)
Långtjärnen är en sjö i Malung-Sälens kommun i Dalarna och ingår i Dalälvens huvudavrinningsområde.